# Заглянет солнце и в наше оконце

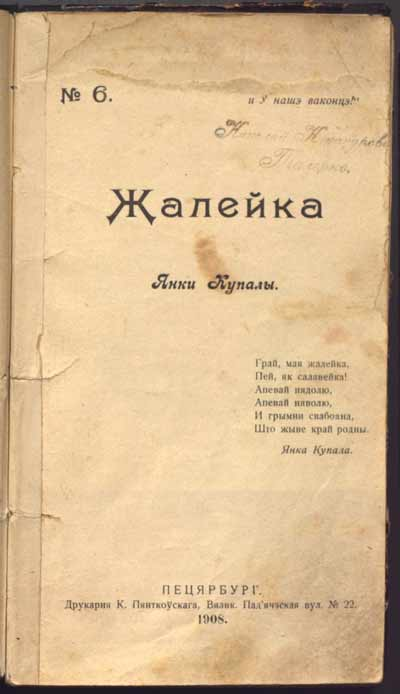
Сборник стихов Янки Купалы «Жалейка», изданный издательским объединением

Загля́нет со́лнце и в на́ше око́нце (бел. Загляне сонца і ў наша аконца) — первое легальное белорусское издательское объединение, существовало в Санкт-Петербурге в 1906—1916 годах.
Было создано по инициативе преподавателя Петербургского университета Бронислава Эпимах-Шипилло. Главной целью была образовательная деятельность.
Издало 38 наименований книжек на кириллице и латинице общим тиражом больше 100 тысяч экземпляров. Среди них были первые учебники на белорусском языке «Беларуская чытанка, ці Першае чытанне для дзетак беларусаў» Каруся Каганца, «Першае чытанне для дзетак беларусаў» Тётки, произведения Я. Купалы, Я. Коласа, В. Дунина-Марцинкевича, Ф. Богушевича, переводы поэмы «Пан Тадеуш» А. Мицкевича.
Также издавало альманах «Маладая Беларусь».